# Route I/79 (Slovaquie)
Pour les articles homonymes, voir I79 et Route 79.
La I/79 (en slovaque : cesta I. triedy 79) est une route slovaque de première catégorie reliant Vranov nad Topľou à Čierna. Elle mesure 96,8 km.

## Tracé
- Région de Prešov
  - Vranov nad Topľou
  - Kamenná Poruba
  - Sačurov
  - Sečovská Polianka
- Région de Košice
  - Parchovany
  - Dvorianky
  - Hriadky
  - Vojčice
  - Trebišov
  - Veľaty
  - Čerhov
  - Slovenské Nové Mesto
  - Borša
  - Viničky
  - Somotor
  - Svätá Mária
  - Svätuše
  - Kráľovský Chlmec
  - Čierna